# گوجه‌فرنگی
گوجه‌فرنگی یا بادنجان رومی (نام علمی: Solanum lycopersicum) یکی از سبزیجات سرخ‌رنگ و خوش‌بو و آبدار است. این گیاه بومی آمریکای جنوبی و مرکزی است که طی دورهٔ استعماری اسپانیا به سایر نقاط جهان منتقل شد. انواع مختلف این گیاه امروزه در سراسر جهان پرورش داده می‌شود. گوجه‌فرنگی از نظر علم گیاه‌شناسی و داشتن هسته در دسته میوه‌ها محسوب می‌شود. گوجه‌فرنگی دارای خواص و مزایای بسیار مناسبی برای بدن است و ارزش غذایی بالایی دارد، همچنین استفاده از گوجه کمک شایانی به درمان برخی بیماری‌ها می‌کند.
این میوه امروزه به روش‌های مختلفی، به‌طور خام یا به‌عنوان یکی از مواد لازم برای تهیهٔ غذا، انواع سس و نوشیدنی مصرف می‌شود و بخش مهمی از رژیم غذایی مردم بسیاری از کشورها را تشکیل می‌دهد. کشت و پرورش این گیاه به‌طور کلی، مساحتی حدود سه میلیون هکتار را به خود اختصاص داده است، که نزدیک یک‌سوم کل مساحت مختص به کشت تره‌بار در جهان است.
هرچند که گوجه‌فرنگی در علم گیاه‌شناسی یک میوه است، در علم کشاورزی اغلب به‌عنوان تره‌بار شناخته می‌شود.
گوجه‌فرنگی به تیرهٔ بادنجانیان تعلق دارد و از گیاهان چندساله است.
به علت اهمیت اقتصادی، این گیاه موضوع پژوهش‌های بسیاری قرار داشته و در علم ژنتیک به‌عنوان یکی از گیاهان الگو شناخته می‌شود. تحقیقات انجام‌شده بر این گیاه در سال ۱۹۹۰ به تولید نخستین نوع تراریختهٔ مجاز برای مصرف و تجارت در ایالات متحده آمریکا انجامید.
گوجه‌فرنگی درمانگر سرطان است و از ابتلا به بسیاری از بیماری‌ها جلوگیری می‌کند. خوردن آب گوجه در هنگام صبح مانند یک داروی شفادهنده عمل می‌کند که بسیاری از متخصصان تغذیه آن را توصیه می‌کنند.
گوجه‌فرنگی منبع غذایی اصلی آنتی‌اکسیدان لیکوپن است که فواید سلامتی بسیاری از جمله کاهش خطر بیماری قلبی و سرطان دارد. زیرا جای خود را در ترکیب رادیکال‌های آزاد که از طریق غذاهای نیمه‌آماده و خوراکی‌های مضر وارد بدن می‌شوند می‌گیرد. علاوه بر این منبع خوبی از ویتامین ث، پتاسیم، اسید فولیک و ویتامین کا است. همچنین گوجه برای مردان باعث پاکسازی مثانه می‌شود.
میزان آب گوجه‌فرنگی حدود ۹۵ درصد است. ۵ درصد دیگر عمدتاً از کربوهیدرات‌ها و فیبر تشکیل شده است.

## برگ گوجه‌فرنگی
دانشمندان دریافته‌اند ماده‌ای شیمیایی به نام گلیکو آلکالوئید در برگ‌های گوجه‌فرنگی وجود دارد که مصرف آن می‌تواند باعث معده درد و اختلالات عصبی شود.
برگ گوجه‌فرنگی حشرات پرنده مثل پشه را دفع می‌کند. برای این کار، برگ‌ها را در چند نقطه از اتاق خود بگذارید. اگر در محل مورچه‌ها چند عدد برگ گوجه‌فرنگی قرار دهید، بوی برگ این میوه مورچه‌ها را فراری می‌دهد.

## تاریخچه

طرز انتقال گوجه‌فرنگی در جهان
1. پرو: خاستگاه گیاه خودرو
2. مکزیک: اولین مرکز پرورش گوجه‌فرنگی
3. اروپا و آسیا: دومین مرکز پرورش گوجه‌فرنگی
4. ایالات متحده آمریکا: سومین مرکز پرورش گوجه‌فرنگی

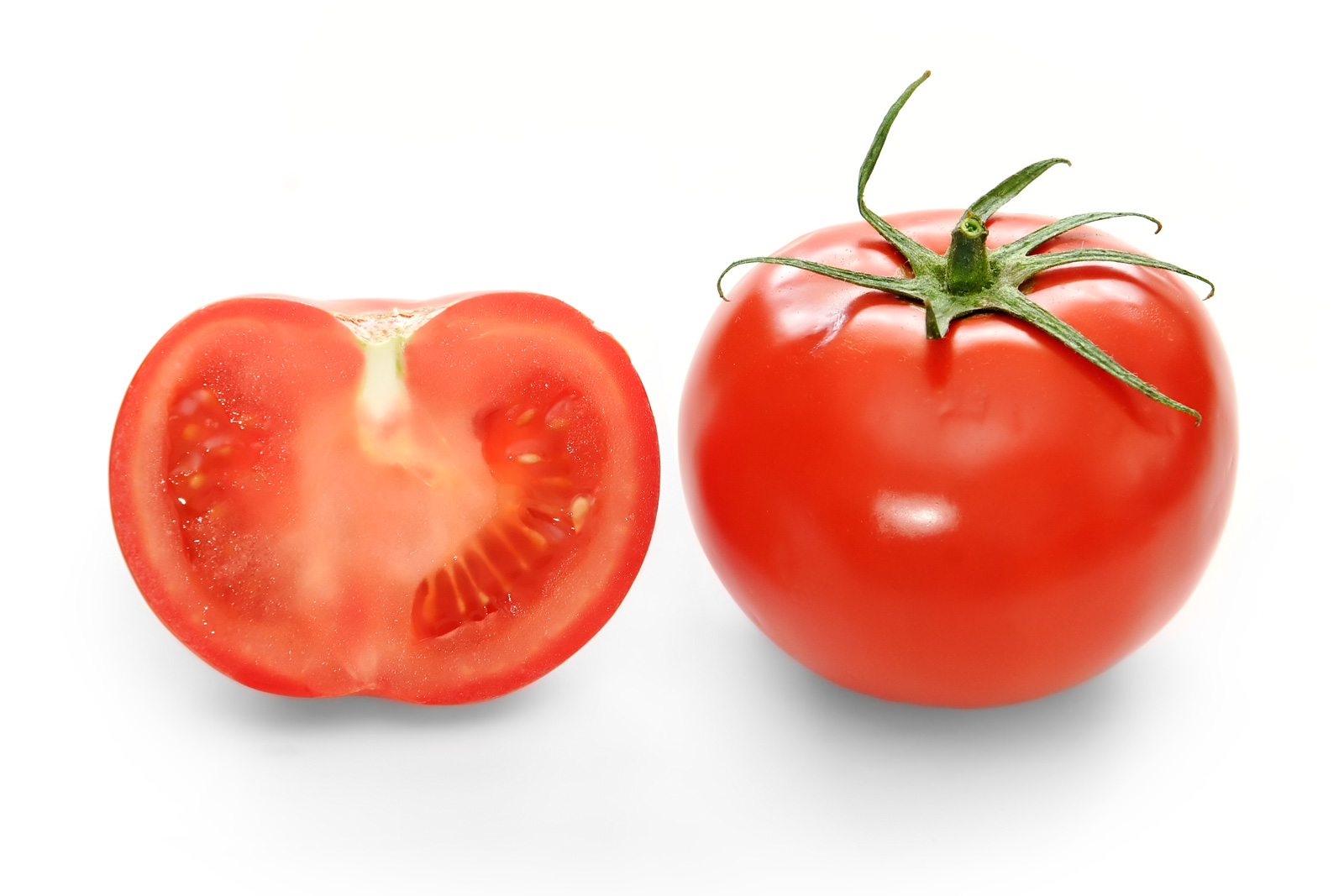

خاستگاه گوجه‌فرنگی آمریکای جنوبی است. شواهد ژنتیکی نشان می‌دهند که اجداد گوجه‌فرنگی گیاهانی خودرو و علفی بودند که میوه‌های کوچک سبزرنگی داشتند و در نقاط کوهستانی پرو می‌روییدند. این گیاهان گونه‌های مختلفی از سرده پیشین Lycopersicon بودند. یکی از این‌گونه‌ها با نام علمی Solanum lycopersicum به مکزیک منتقل شد و پس از مدتی در آنجا توسط بومیان پرورش یافت.
تاریخ دقیق پرورش گوجه‌فرنگی برای نخستین بار مشخص نیست. به نظر می‌رسد نخستین گوجه‌فرنگی پرورش‌یافته نوعی میوهٔ زردرنگ به اندازهٔ گوجه‌فرنگی‌های ریز گیلاسی بوده که توسط آزتک‌ها کشت می‌شده است. نوشته‌های برجامانده از این تمدن نشان می‌دهند که این میوه همراه با فلفل، ذرت و نمک آماده و مصرف می‌شد.
گفته شده گوجه‌فرنگی حدوداً از ۵۰۰ سال پیش از مسیح در جنوب مکزیک پرورش داده می‌شد. بومیان پوئبلو بر این باور بودند که کسانی که دانه‌های گوجه‌فرنگی را مصرف می‌کردند با نیروهای خدایان متبرک می‌شدند.
در مورد انتقال گوجه‌فرنگی به اروپا نظریه‌های متفاوتی وجود دارد. برخی از تاریخ‌دانان بر این عقیده هستند که ارنان کورتس، کاشف اسپانیایی، این میوه‌های کوچک زردرنگ را پس از تصرف شهر تنوچتیتلان، پایتخت آزتک‌ها در سال ۱۵۲۱ به اروپا منتقل کرد. نظریهٔ دیگر این است که کریستف کلمب در سال ۱۴۹۳ نخستین فردی بود که این گیاه را به اروپا منتقل کرد. قدیمی‌ترین مدرک که از وجود گوجه‌فرنگی در اروپا اطلاع می‌دهد کتابی در مورد گیاه‌شناسی است که در سال ۱۵۴۴ توسط پیِترو آندرئا ماتیولی، پزشک و گیاه‌شناس ایتالیایی نوشته شده است. وی در دست‌نوشتهٔ خود از این میوه با عنوان pomo d’oro به معنای سیب طلایی یاد کرده است.

### توزیع توسط اسپانیایی‌ها
پس از ساکن شدن در آمریکای لاتین، اسپانیایی‌ها گوجه‌فرنگی را در اوایل سده شانزدهم در مستعمره‌های مختلف خود در حوزه کارائیب توزیع کردند. آنها همچنین آن را به اروپا و جزایر فیلیپین منتقل کردند که از آنجا به آسیای جنوب شرقی و سپس سراسر آسیا منتقل شد. گوجه‌فرنگی به آسانی در آب‌وهوای مدیترانه‌ای رشد کرد و از حدود سال ۱۵۴۰ در این منطقه پرورش داده شده است.

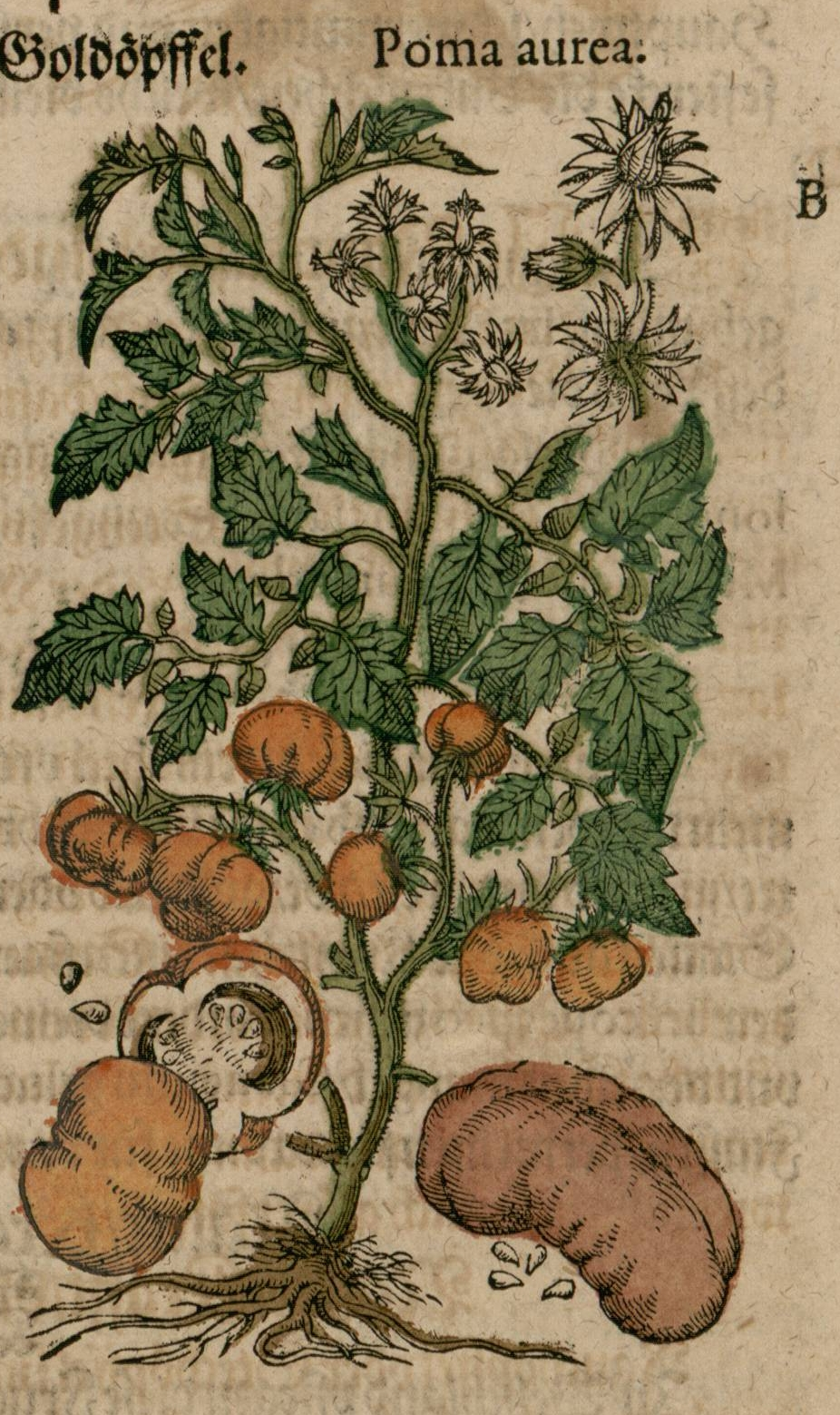
نخستین تصویر گیاه گوجه‌فرنگی در اروپا توسط پیترو آندرئا ماتیولی

این میوه در همان ابتدا پس از توزیع به اروپا مورد مصرف خوراکی قرار گرفت و در اوایل سده هفدهم میلادی برای تهیهٔ غذا در اسپانیا استفاده می‌شد. نخستین کتاب آشپزی کشف شده که شامل دستورهایی برای پخت غذا با گوجه‌فرنگی بوده است در سال ۱۶۹۲ در ناپل منتشر شد. به نظر می‌رسد نویسندهٔ این کتاب این دستورها را از منابع اسپانیایی به‌دست آورده باشد. با این وجود این میوه در برخی نقاط چون فلورانس صرفاً مصرف تزئینی داشت و تنها در اواخر سده هفدهم یا اوایل سده هجدهم برای مصرف خوراکی مورد استفاده قرار گرفت.

### بریتانیا
گوجه‌فرنگی تنها در اوایل سال ۱۵۹۰ در بریتانیا پرورش داده شد. یکی از نخستین کسانی که آن را کشت کرد جراحی به نام جان جرارد بود که در سال ۱۵۹۷ کتابی در مورد گیاه‌شناسی منتشر کرد که به موضوع این گیاه نیز می‌پرداخت. وی می‌دانست که گوجه‌فرنگی در اسپانیا و ایتالیا خورده می‌شود؛ با این وجود اعتقاد داشت که این میوه سمی است. در واقع این گیاه حاوی میزان کمی توماتین، نوعی گلیکو آلکالوئید سمی است که معمولاً خطرناک نیست. دیدگاه جرارد بر افکار عمومی تأثیر گذاشت و این گیاه در بریتانیا و مستعمره‌های آن در آمریکای شمالی به عنوان خوراکی ناسالم شناخته شد.
در میانه سده هجدهم، گوجه‌فرنگی به‌طور گسترده در بریتانیا خورده می‌شد. در همین سده دانشنامه بریتانیکا دربارهٔ این میوه چنین نوشت که از گوجه‌فرنگی به‌طور روزانه در سوپ‌ها و نیز به‌عنوان چاشنی استفاده می‌شود. در عصر ویکتوریا میزان پرورش گوجه‌فرنگی در گلخانه به حد صنعتی رسید.

### آمریکای شمالی
قدیمی‌ترین مدارک مربوط به کشت گوجه‌فرنگی در شمال آمریکا به سال ۱۷۱۰ در کارولینای جنوبی برمی‌گردد. ممکن است این گیاه از طریق کارائیب به آمریکای شمالی رسیده باشد. در میانه این سده، برخی از مردم هنوز بر این باور بودند که گوجه‌فرنگی سمی است، و به‌طور کلی این گیاهان بیش‌تر جنبهٔ زینتی داشتند تا مصرف خوراکی داشته باشد. توماس جفرسون، از بنیادگذاران ایالات متحده آمریکا مقداری از دانه‌های گوجه‌فرنگی را که در پاریس خورده بود به آمریکا فرستاد.
به‌علت شرایط آب‌وهوایی، برخی ایالات چون فلوریدا و کالیفورنیا عمدتاً تبدیل به تولیدکنندگان گوجه‌فرنگی شدند. دانشگاه کالیفرنیا در دیویس به یکی از مراکز اصلی پژوهش در مورد گوجه‌فرنگی تبدیل شده است.

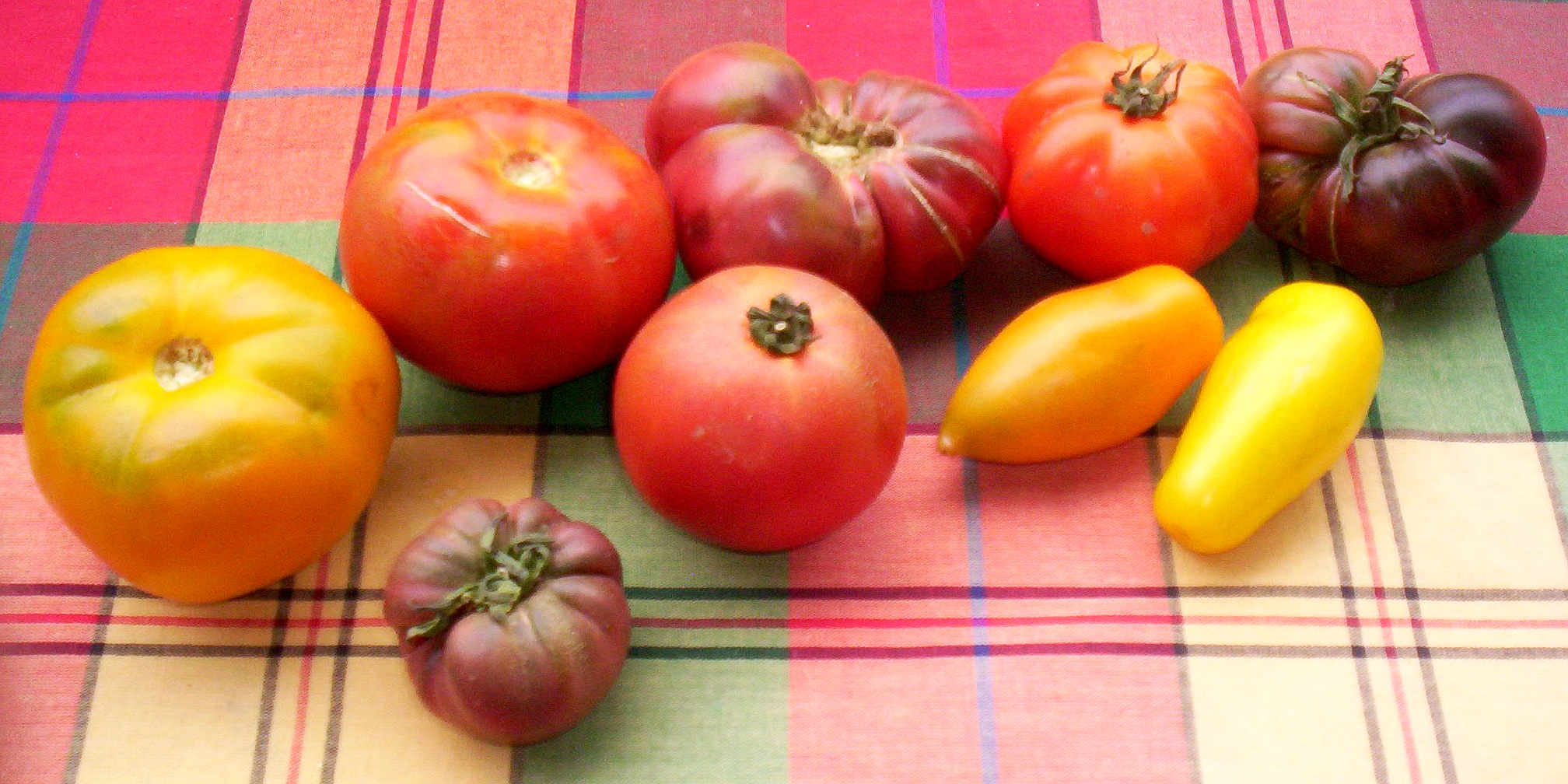
ارقام مختلف گوجه‌فرنگی

### خاورمیانه
گوجه‌فرنگی در اوایل سده نوزدهم در خاورمیانه توزیع شد و بیشتر به عنوان یکی از مواد لازم برای پخت غذا مصرف می‌شد.

### ایران
این گیاه از دو طریق وارد ایران شد. راه اول از طریق ترکیه و ارمنستان، و راه دوم از طریق سفرهای مکرر خاندان قاجار به فرانسه بود. نام اولیهٔ گوجه‌فرنگی در ایران بادنجان ارمنی یا رومی بود. در ایران در ابتدا پرورش گوجه‌های کوچک که امروزه گوجه گیلاسی نامیده می‌شوند، مرسوم شد. پس از مدتی گوجه‌های بزرگتر وارد ایران شدند که به دلیل تفاوت اندازه با گوجه‌های رایج در آن زمان، به «گوجه‌فرنگی» مشهور شدند. در دوره قاجاریه، افراد خاندان معیری برای نخستین بار گوجه‌فرنگی را در مزرعه‌ای (که محوطهٔ فرودگاه مهرآباد کنونی است) پرورش دادند.

## ارقام گوجه‌فرنگی
امروزه هزاران (نزدیک ۷۵۰۰) رقم گوجه‌فرنگی در سراسر جهان کشت می‌شود. این ارقام در اندازه، شکل، رنگ و طعم با یک‌دیگر فرق می‌کنند. قطر آنها ممکن است از ۱ یا ۳ سانتی‌متر (گوجه‌فرنگی ریز آلبالویی و گوجه‌فرنگی وحشی) تا ۱۰ سانتی‌متر (گوجه‌فرنگی گوشت گاوی) باشد. با این وجود بیش‌تر گوجه‌فرنگی‌ها در مراکز خرید قطری به اندازهٔ ۵، ۶ سانتی‌متر دارند.
بیشتر گونه‌های گوجه‌فرنگی رنگ قرمزدارند. با این حال این میوه به رنگ‌های زرد، نارنجی، صورتی، بنفش، سبز، سیاه و سفید نیز دیده می‌شود. گوجه‌فرنگی‌های چندرنگ یا مخطط نیز به‌ندرت یافت می‌شوند.
گوجه‌فرنگی‌هایی که برای کنسرو شدن یا تولید سوپ پرورش داده می‌شوند معمولاً کشیده (طول ۷ تا ۹ سانتی‌متر و عرض ۴ تا ۵ سانتی‌متر) و کم‌آب‌تر از سایر ارقام هستند و به گوجه‌فرنگی‌های آلویی معروفند.

## بزرگ‌ترین تولیدکنندگان گوجه‌فرنگی در جهان
در سال ۲۰۲۱ نزدیک به ۱۸۹ میلیون تن گوجه‌فرنگی در جهان تولید شد. چین با ۳۳ درصد تولیدات جهانی (که بیش‌تر آن در بازار داخلی آن مصرف می‌شود) و به دنبال آن هند، ترکیه، ایالات متحده آمریکا، مصر، مکزیک و برزیل بزرگ‌ترین تولیدکنندهٔ گوجه‌فرنگی در این سال بودند. ایالت کالیفرنیا ۹۰٪ تولیدات گوجه‌فرنگی آلویی ایالات متحده آمریکا و ۳۵٪ جهان را به خود اختصاص می‌دهد.

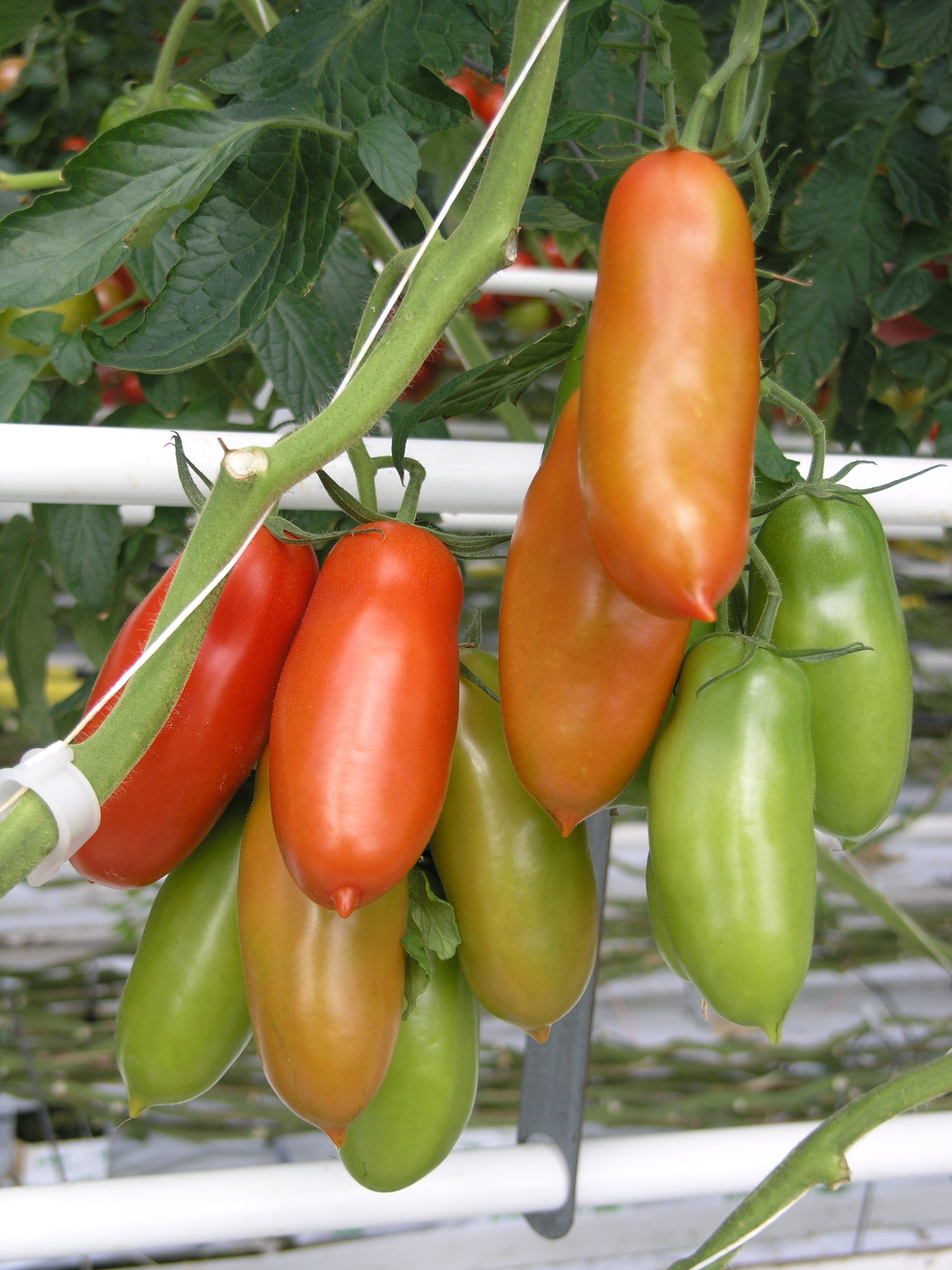
گوجه‌فرنگی آلویی

بر پایه اطلاعات پایگاه‌داده آماری شرکت‌های غذایی و کشاورزی مهم‌ترین تولیدکنندگان گوجه‌فرنگی در جهان در سال ۲۰۲۱ کشورهای زیر بودند:
| کشور                | تولید گوجه‌فرنگی به میلیون تُن سال ۲۰۲۱ |
| ------------------- | ------------------------------------- |
| چین                 | ۶۷٬۵                                  |
| هند                 | ۲۱٬۲                                  |
| اتحادیه اروپا       | ۱۷٬۹                                  |
| ترکیه               | ۱۳٬۱                                  |
| ایالات متحده آمریکا | ۱۰٬۵                                  |
| مصر                 | ۶٬۳                                   |
| مکزیک               | ۴٬۱                                   |
| برزیل               | ۳٬۷                                   |
| نیجریه              | ۳٬۶                                   |
| ایران               | ۳٬۴                                   |
| مجموع جهانی         | ۱۸۹٬۱                                 |

تولید گوجه‌فرنگی معمولاً به دو دستهٔ مجزا تولید برای مصرف تازه (گوجه‌فرنگی بازار) و تولید برای تبدیل (گوجه‌فرنگی صنعتی)  تقسیم می‌شود. در سال ۲۰۰۸ گوجه‌فرنگی صنعتی (که معمولاً از نوع گوجه‌فرنگی آلویی است) حدوداً یک‌دوم تولیدات اروپایی، ۹۰٪ تولیدات ایالات متحده آمریکا و ۱۵٪ تولیدات چین را تشکیل می‌داد.
تولید گوجه‌فرنگی برای مصارف صنعتی تقریباً یک‌چهارم تولید کل جهانی (۲۶٫۸ میلیون تن در سال ۲۰۰۲، به‌عبارتی ۲۳٫۴٪) را تشکیل می‌دهد. سه منطقهٔ اصلی که این نوع گوجه‌فرنگی را تولید می‌کنند کالیفرنیا، کشورهای نزدیک سواحل مدیترانه و چین هستند.
طبق آمار سازمان جهانی غذا (فائو) تولید جهانی گوجه‌فرنگی در سال ۲۰۰۷ به ۱۲۶٫۲ میلیون تن در مساحت ۴٫۶۳ میلیون هکتار بوده و به‌عبارتی بازدهی متوسط برابر ۲۷٫۳ تن در هکتار داشته است. لازم است ذکر شود که تولیدات غیرتجاری (شخصی و خانوادگی) در این آمار به حساب نیامده است.

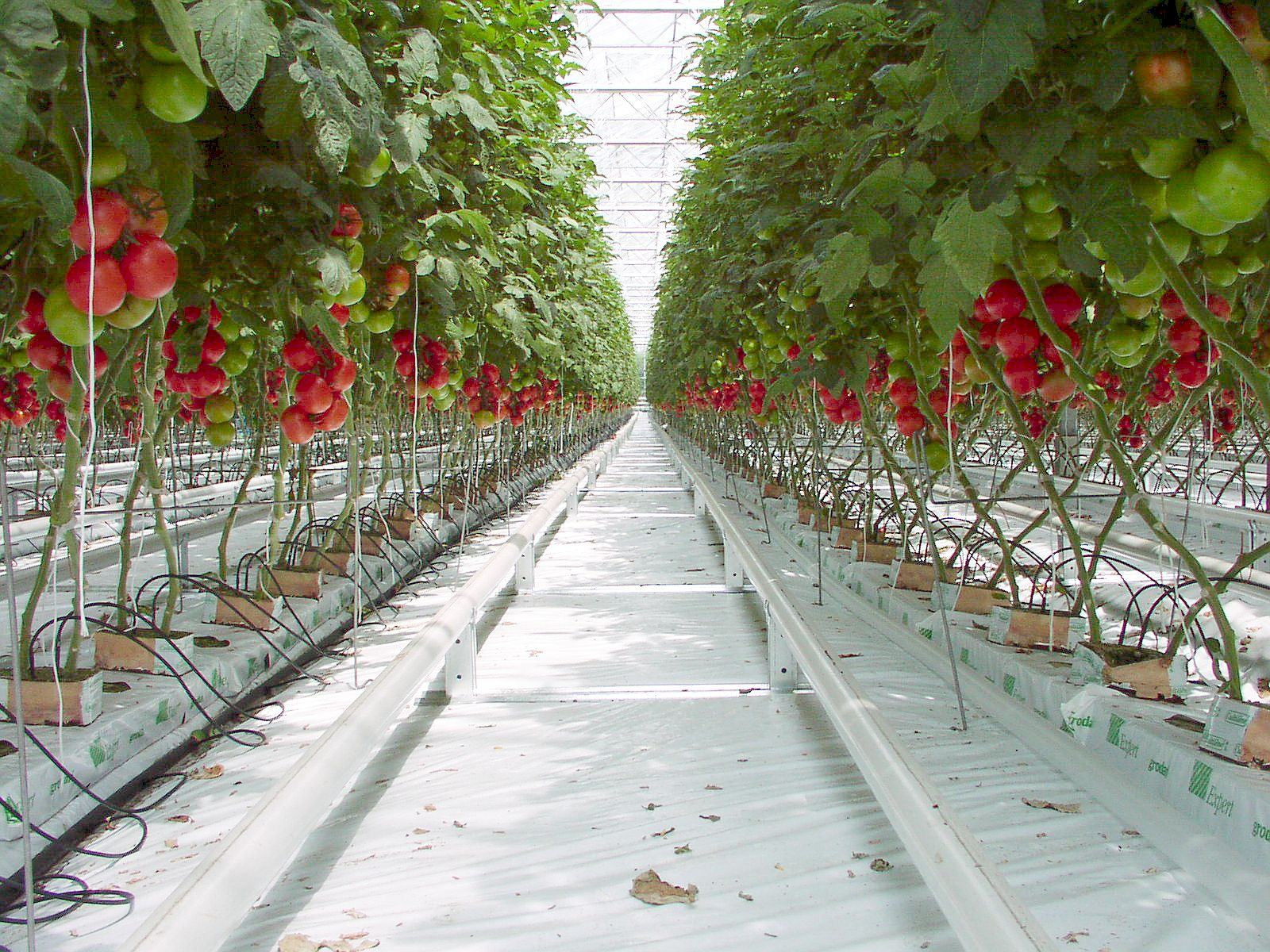
کشت هیدروپونیک گوجه‌فرنگی

برپایه اطلاعات فائو گوجه‌فرنگی در ۱۷۰ نقطه جهان با آب و هواهای مختلف کشت می‌شود. پس از سیب‌زمینی و سیب‌زمینی شیرین، گوجه‌فرنگی بیش‌ترین حجم تولید تره‌بار جهانی را دارد و در فهرست بالاتر از هندوانه و کلم قرار می‌گیرد.

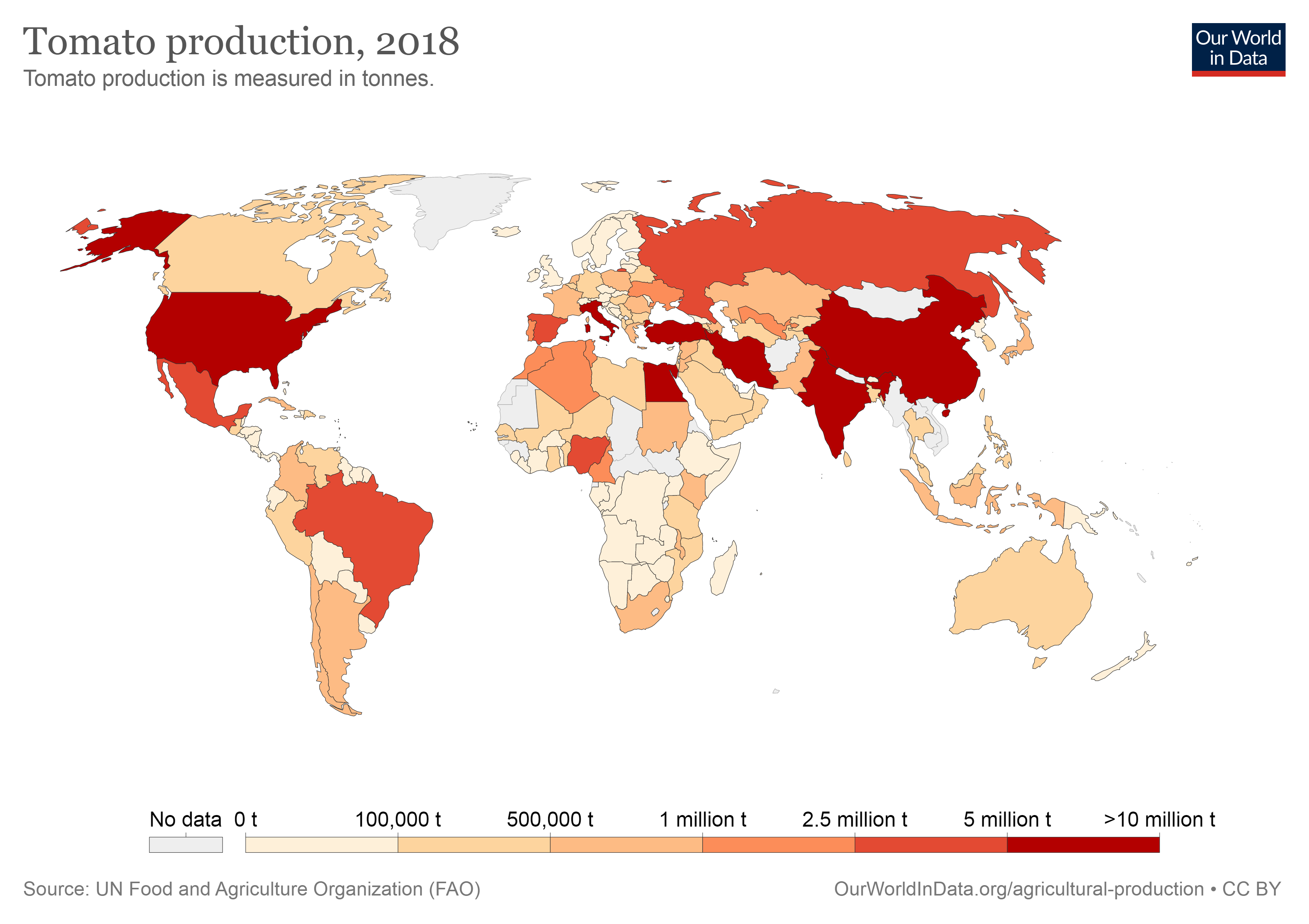
نقشه جهانی تولید گوجه‌فرنگی بر حسب تن در سال ۲۰۱۸.

۱۶ کشور زیر در مجموع ۸۰٪ تولید جهانی را تشکیل می‌دهند:
| سال ۲۰۰۷            | مساحت کشت (هزار هکتار) | بازده (تن بر هکتار) | تولید (هزار تن) |
| ------------------- | ---------------------- | ------------------- | --------------- |
| چین                 | ۱۴۵۵                   | ۲۳٫۱                | ۳۳٬۶۴۵          |
| ایالات متحده آمریکا | ۱۷۵                    | ۶۵٫۷                | ۱۱٬۵۰۰          |
| ترکیه               | ۲۷۰                    | ۳۶٫۷                | ۹٬۹۲۰           |
| هند                 | ۴۷۹                    | ۱۷٫۹                | ۸٬۵۸۶           |
| مصر                 | ۱۹۴                    | ۳۷٫۹                | ۷٬۵۵۰           |
| ایتالیا             | ۱۸۸                    | ۵۱٫۰                | ۶٬۰۲۶           |
| ایران               | ۱۴۰                    | ۳۵٫۷                | ۵٬۰۰۰           |
| اسپانیا             | ۵۶                     | ۶۵٫۰                | ۳٬۶۱۵           |
| برزیل               | ۵۷                     | ۵۹٫۴                | ۳٬۳۶۴           |
| مکزیک               | ۱۳۰                    | ۲۲٫۳                | ۲٬۹۰۰           |
| روسیه               | ۱۵۸                    | ۱۵٫۱                | ۲٬۳۹۳           |
| اوکراین             | ۸۰                     | ۱۹٫۰                | ۱٬۵۲۰           |
| یونان               | ۲۷                     | ۵۴٫۷                | ۱٬۴۵۰           |
| ازبکستان            | ۵۷                     | ۲۳٫۲                | ۱٬۳۲۷           |
| شیلی                | ۲۰                     | ۶۵٫۱                | ۱٬۲۷۰           |
| مراکش               | ۲۰                     | ۵۷٫۰                | ۱٬۱۴۰           |

تولید جهانی گوجه‌فرنگی از سال ۱۹۶۱ تا ۲۰۰۷ چهار برابر شد و از ۲۷٫۶ میلیون تن به ۱۰۲٫۲ میلیون تن رسید. به این ترتیب رشد متوسط آن سالانه حدود ۳٫۳۶٪ بوده است. این رشد خصوصاً در آسیا زیاد بوده است. چین تولیدات خود را هفت برابر و هند ۱۸٫۵ برابر کرده است.

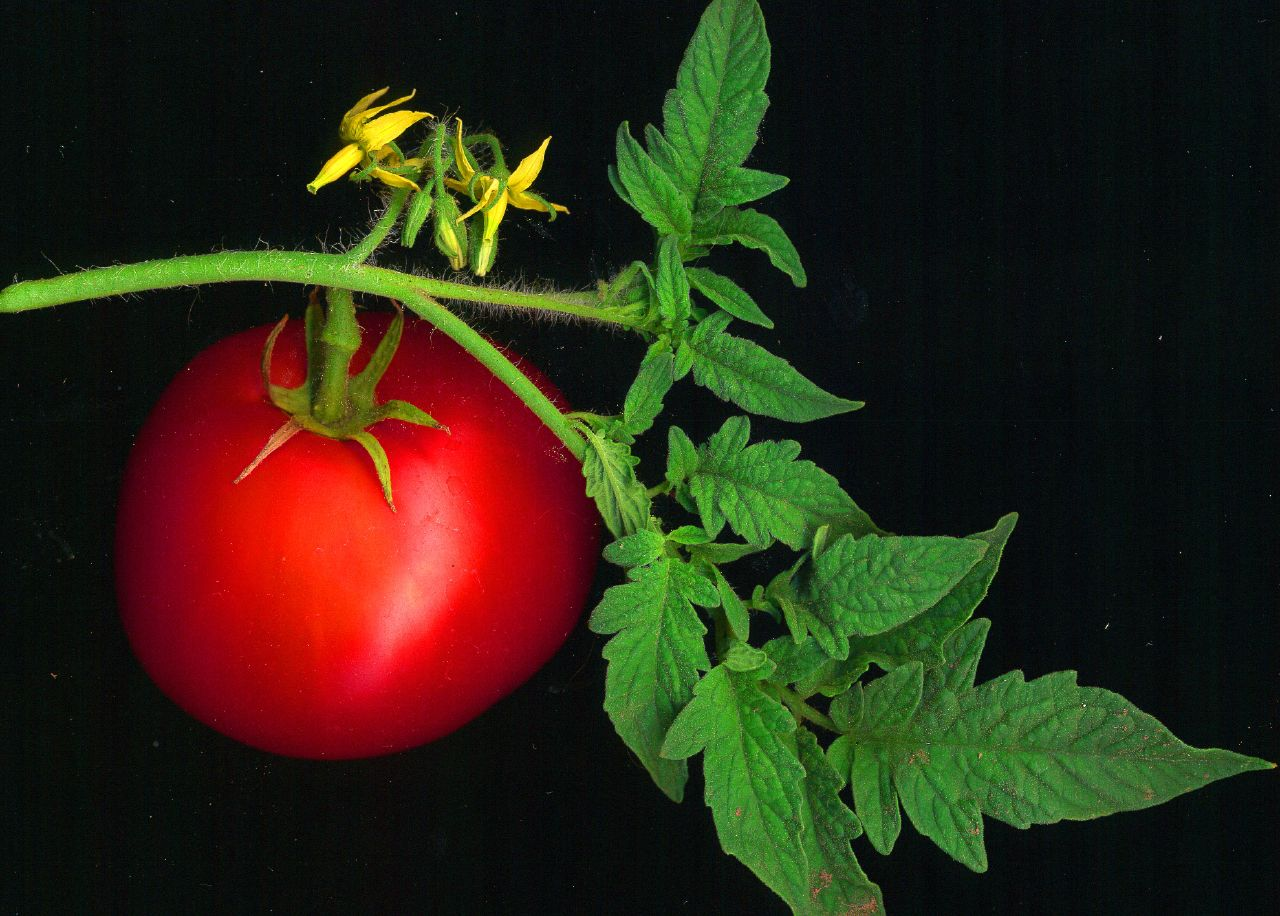
گل و میوهٔ گیاه گوجه‌فرنگی

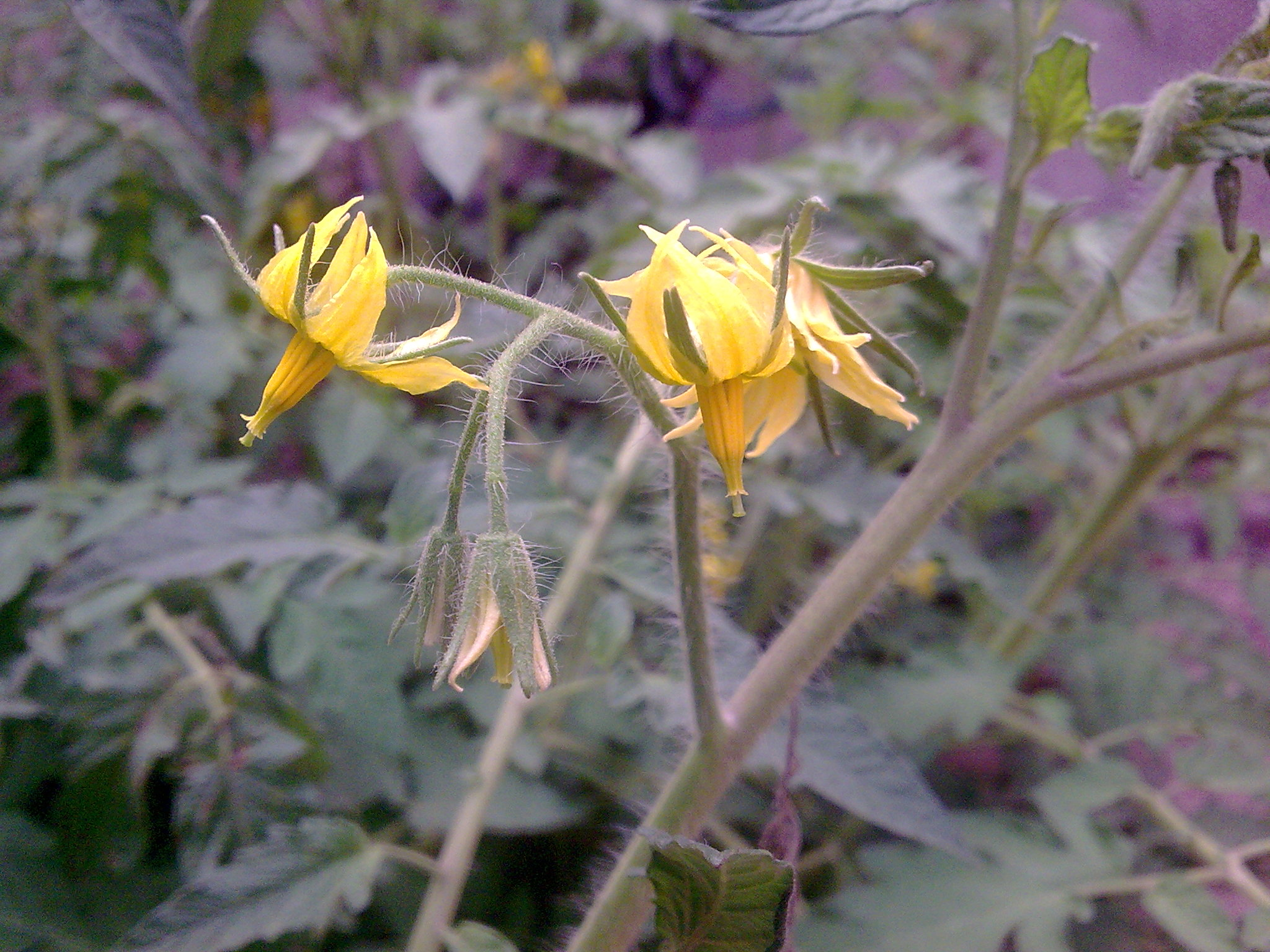
گل گیاه گوجه‌فرنگی

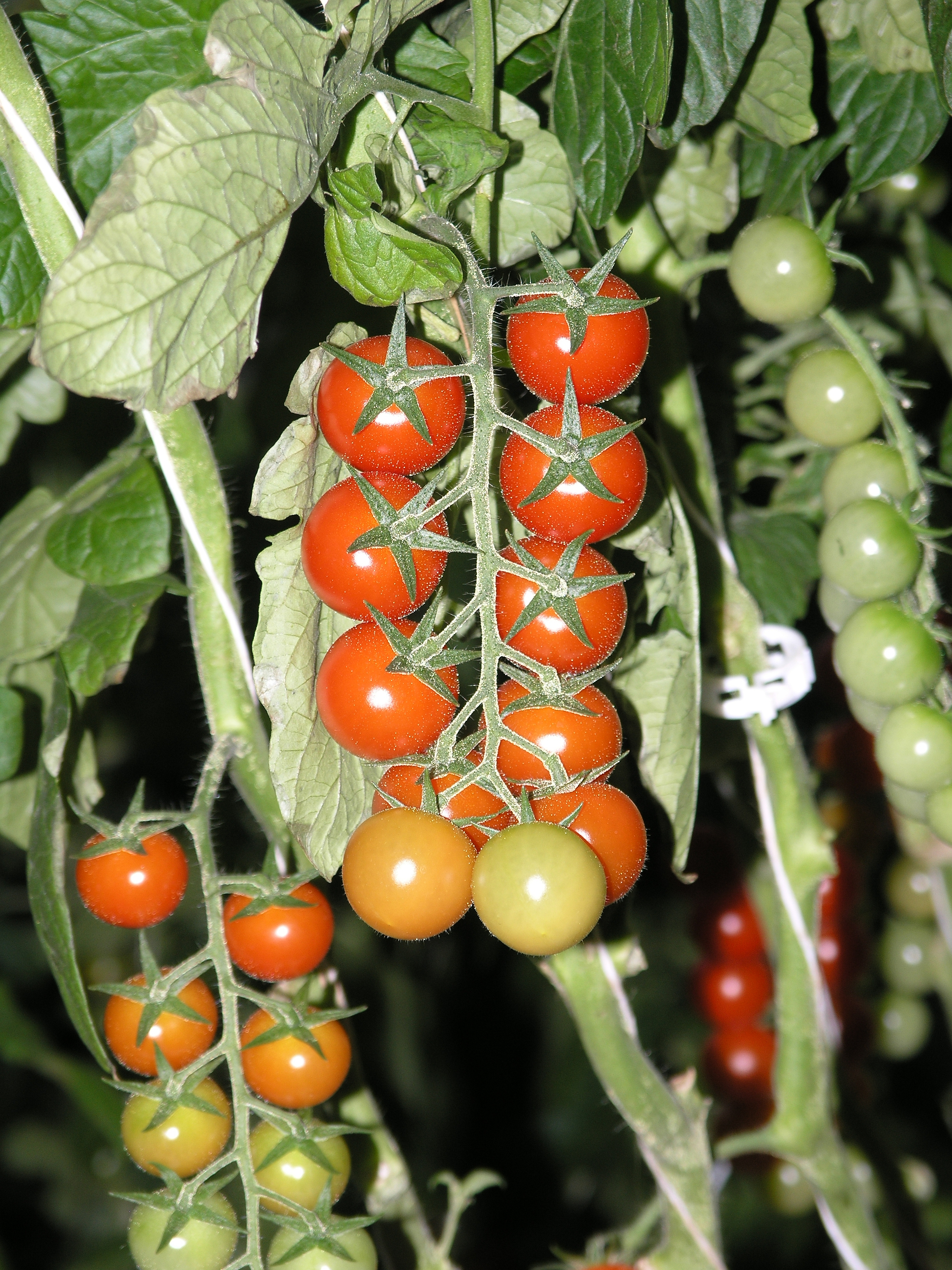
گوجه‌فرنگی گیلاسی

### صادرات و واردات
در سال ۲۰۰۶ صادرات گوجه‌فرنگی تازه کمی بیش از ۶ میلیون تن بود و ۴٫۸٪ تولیدات جهانی آن سال را تشکیل می‌داد. سه کشور کشور صادرکنندهٔ اصلی مکزیک، سوریه و اسپانیا بودند.
نخستین کشورهای واردکنندهٔ گوجه‌فرنگی تازه در همان سال به‌ترتیب ایالات متحده آمریکا، آلمان، فرانسه، انگلستان و روسیه بوده‌اند.
مهم‌ترین کشورهای صادرکنندهٔ گوجه‌فرنگی پردازش‌شده (خمیر و پوره) در سال ۲۰۰۶ به‌ترتیب چین، اتحادیه اروپا، ایالات متحده آمریکا، شیلی و ترکیه بودند. کشورهای واردکنندهٔ این نوع گوجه‌فرنگی در همان سال به ترتیب روسیه، ژاپن، اتحادیه اروپا، مکزیک و کانادا بوده‌اند.
| کشور                | صادرات گوجه‌فرنگی تازه (هزار تن) |
| ------------------- | ------------------------------- |
| مکزیک               | ۱٬۰۳۲                           |
| سوریه               | ۱٬۰۰۵                           |
| اسپانیا             | ۹۸۷                             |
| هلند                | ۷۷۷                             |
| اردن                | ۳۴۵                             |
| ترکیه               | ۲۴۷                             |
| بلژیک               | ۲۰۰                             |
| مراکش               | ۱۹۲                             |
| ایالات متحده آمریکا | ۱۴۴                             |
| کانادا              | ۱۴۲                             |

### کشورهای مصرف‌کننده

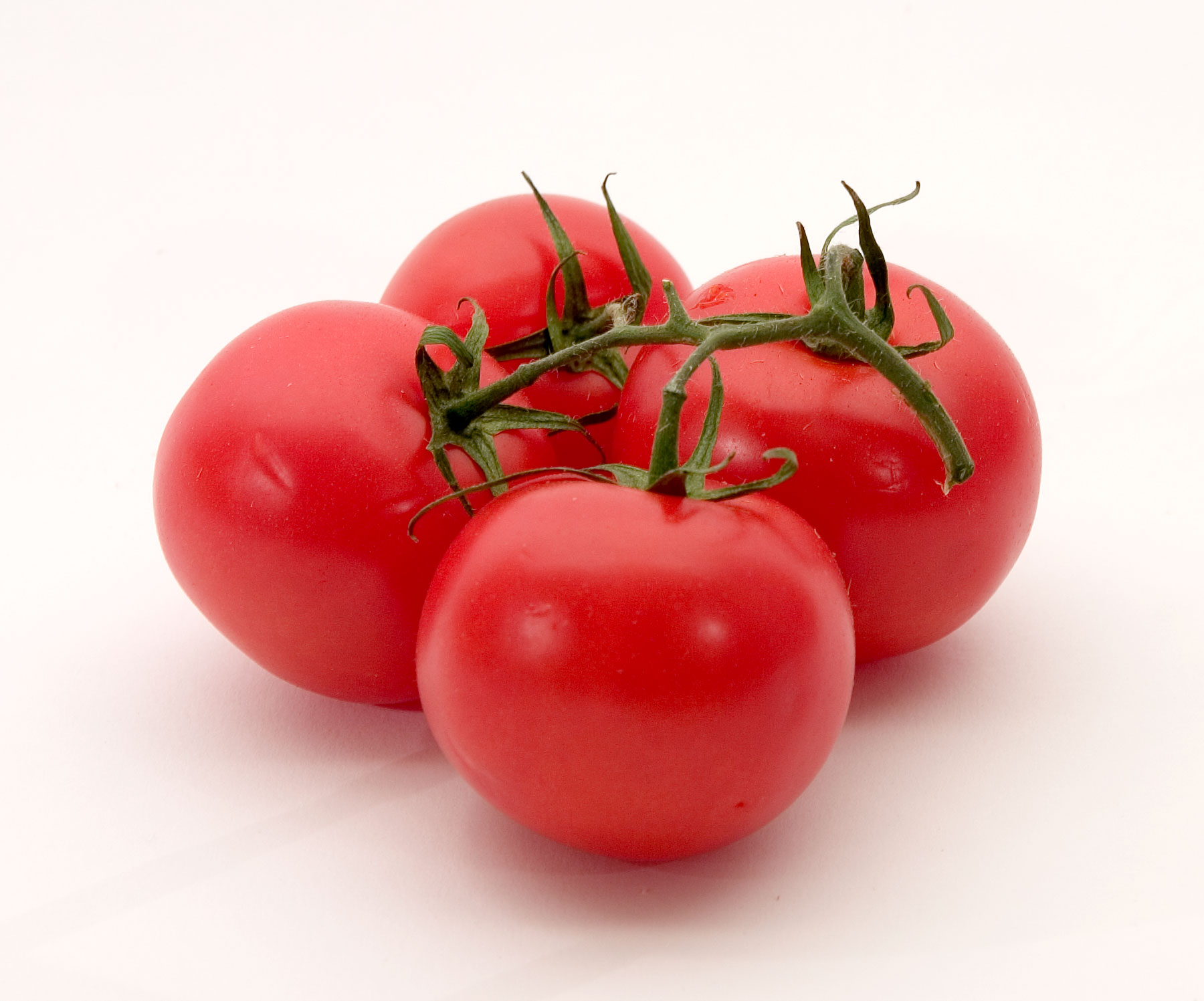
گوجه‌فرنگی

بر پایه آمار فائو، مصرف جهانی گوجه‌فرنگی در سال ۲۰۰۳ برابر ۱۰۲٫۸ میلیون تن بود. چین با ۲۴٫۶٪ این رقم نخستین کشور مصرف‌کنندهٔ گوجه‌فرنگی است و ایالات متحده آمریکا (۹٫۸٪)، هند (۸٫۷٪)، ترکیه (۵٫۹٪) و مصر (۵٫۹٪) به‌ترتیب پس از آن قرار دارند.
رکورد مصرف سالانهٔ گوجه‌فرنگی به ازای هر یک نفر به لیبی (۱۱۷ کیلوگرم در سال) تعلق می‌گیرد. به دنبال آن یونان (۱۱۵ کیلوگرم در سال) و سایر کشورهای اطراف دریای مدیترانه (تونس، ترکیه، مصر، ایتالیا و لبنان) قرار می‌گیرند. میزان مصرف گوجه‌فرنگی خانگی در این آمار محاسبه نشده است.
۱۸ کشور زیر در مجموع ۷۷٪ مصارف جهانی را به خود اختصاص می‌دهند.
| سال ۲۰۰۳            | کل مصرف (هزار تن) | مصرف به ازای هر یک نفر (Kg/نفر/سال) |
| ------------------- | ----------------- | ----------------------------------- |
| چین                 | ۲۵٬۲۶۵            | ۱۹                                  |
| ایالات متحده آمریکا | ۱۰٬۱۰۹            | ۳۴                                  |
| هند                 | ۶٬۸۳۶             | ۶                                   |
| ترکیه               | ۶٬۱۱۲             | ۸۵                                  |
| مصر                 | ۶٬۰۷۰             | ۸۴                                  |
| ایتالیا             | ۳٬۷۹۷             | ۶۶                                  |
| ایران               | ۳٬۳۹۴             | ۴۹                                  |
| برزیل               | ۳٬۳۰۵             | ۱۸                                  |
| روسیه               | ۲٬۵۴۰             | ۱۷                                  |
| اسپانیا             | ۱٬۷۵۳             | ۴۲                                  |
| فرانسه              | ۱٬۵۵۶             | ۲۵                                  |
| انگلستان            | ۱٬۳۴۷             | ۲۲                                  |
| یونان               | ۱٬۲۶۸             | ۱۱۵                                 |
| مکزیک               | ۱٬۲۵۳             | ۱۲                                  |
| آلمان               | ۱٬۲۲۶             | ۱۴                                  |
| اوکراین             | ۱٬۱۷۰             | ۲۴                                  |
| ازبکستان            | ۱٬۰۹۶             | ۴۲                                  |
| ژاپن                | ۱٬۰۶۶             | ۸                                   |

## آفت و بیماری

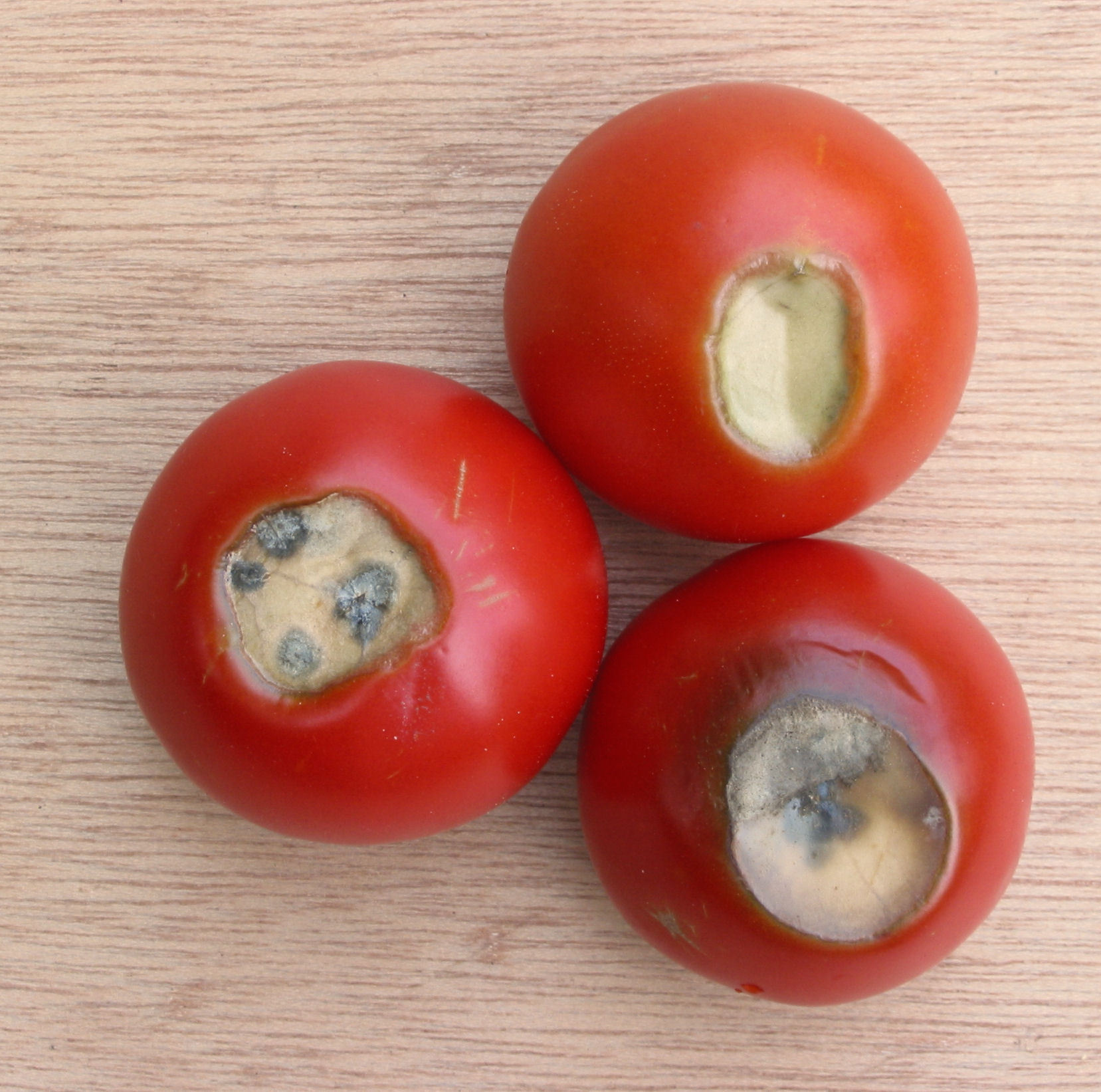

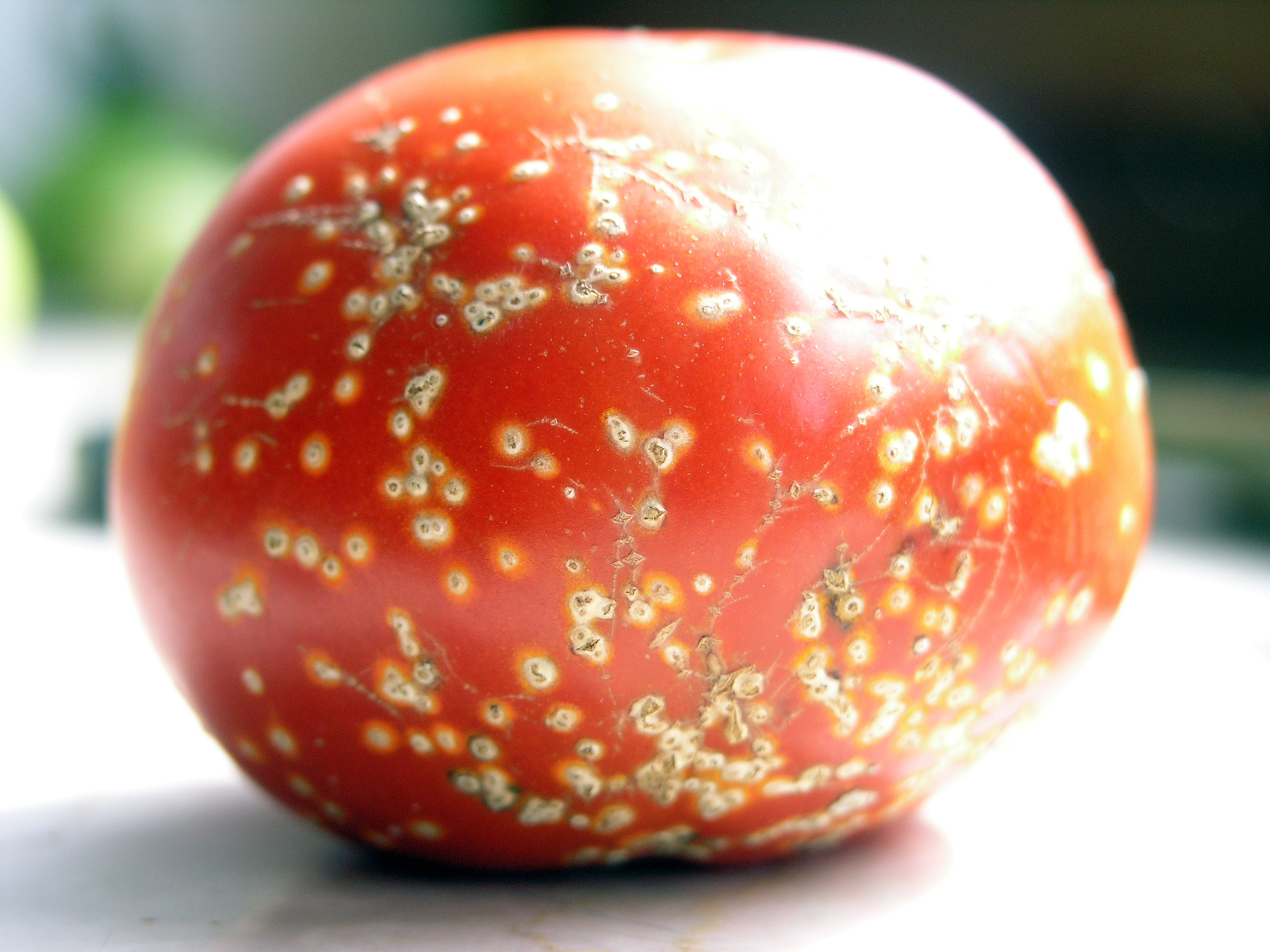
گوجه‌فرنگی‌ای که دچار یک بیماری باکتریایی شده است.

مقاومت رقم‌های مختلف گوجه‌فرنگی نسبت به آفات و بیماری‌های گوناگون متفاوت است.
محصولات گوجه‌فرنگی در معرض از بین رفتن توسط آفات، بیماری‌های قارچی، باکتریایی و ویروسی، رقابت با علف‌های هرز و شرایط آب‌وهوایی و خاکی نامساعد هستند. آفات و بیماری‌های گوجه‌فرنگی، بیشتر با آفات و بیماری‌های سایر گیاهان خانوادهٔ سیب‌زمینیان مانند بادنجان و توتون مشترک هسنند.
یکی از بیماری‌های شایع گوجه‌فرنگی در اثر ویروس موزائیک تنباکو ایجاد می‌شود. انواع سفیدک و آتشک از سایر موارد شایعی هستند که موجب خرابی این محصولات می‌شوند.
سن سپردار، کرم طوقه‌بر، شته، وایت‌فلای، کرم میوه گوجه‌فرنگی، کنه تارتن دولکه‌ای، لیسه و سوسک سیب‌زمینی کلرادو از آفات گوجه‌فرنگی هستند.

## مصرف
گوجه‌فرنگی امروزه در سراسر جهان به شیوه‌های مختلف، به‌صورت خام در انواع سالاد، ساندویچ و به‌طور پردازش‌شده برای تهیهٔ غذا و سوپ، سس و رُب مصرف می‌شود. آب گوجه‌فرنگی همچنین نوشیدنی خنکی است که برای تهیهٔ برخی کوکتل‌ها چون بلادی مری استفاده می‌شود.
گوجه‌فرنگی خاصیت اسیدی دارد و به همین دلیل ذخیره و نگهداری آن در انبار به صورت خام، سس و رُب آسان است. این میوه همچنین می‌تواند به صورت ورقه‌های نازک خشک‌شده در روغن زیتون نگهداری و مصرف شود.
گوجه‌فرنگی در غذاهای مدیترانه‌ای به خصوص در ایتالیا استفادهٔ فراوان دارد و از مواد اصلی مورد نیاز برای تهیهٔ پیتزا و سس برای پاستا است.

## ارزش خوراکی
گوجه‌فرنگی از لحاظ ارزش غذایی بسیار کم‌کالری (۲۰ کیلوکالری در هر ۱۰۰ گرم) و سرشار از ویتامین‌های مختلف (آ، ث و ای) و مواد معدنی است. ۹۳ تا ۹۵٪ آن را آب تشکیل می‌دهد و قندها که ۳ تا ۴٪ آن را تشکیل می‌دهند گلوکز و فروکتوز هستند.
مهم‌ترین مواد معدنی موجود در گوجه‌فرنگی که به نوع خاک و کود بستگی دارد شامل پتاسیم، کلر و فسفر است.
گوجه‌فرنگی همچنین دارای لیکوپن، یکی از قوی‌ترین انواع آنتی‌اکسیدان‌های طبیعی و چند نوع رنگ‌دانه از خانوادهٔ کاروتنوئیدها از جمله بتاکاروتن است.

### ارزش محتمل برای سلامتی
گوجه‌فرنگی حاوی ویتامین‌های آ، ث و لیکوپن است. رنگ قرمز گوجه‌فرنگی از لیکوپن موجود در آن ناشی می‌شود که آنتی‌اکسیدان بسیار قوی‌ای است، تحقیقات نشان می‌دهد که مصرف بسیار بالای گوجه‌فرنگی خام خطر ابتلا به سرطان پروستات را به میزان کمی کاهش می‌دهد.
تعدادی از تحقیقات نشان می‌دهند که لیکوپن، به خصوص در گوجه‌فرنگی پخته در جلوگیری از ابتلا به سرطان پروستات مؤثر است؛ ولی تحقیقات دیگری با این نتایج مغایرت داشتند.
به‌علاوه، تحقیقات نشان می‌دهند که مصرف گوجه‌فرنگی با کاهش ریسک ابتلا به سرطان سینه، سرطان سر و گردن و بیماری‌های مخرب اعصاب مرتبط است.
جهش‌های ژنتیکی در رقم‌های مختلف گوجه‌فرنگی و انواع وحشی آن گنجی از ژن‌های مختلف که لیکوپن، کاروتن، آنتوسیانین و آنتی‌اکسیدان‌های دیگر تولید می‌کنند به وجود آورده است. مقدار این آنتی‌اکسیدان‌ها و ویتامین‌ها در برخی ارقام‌های پرورش داده‌شده نسبت به میزان طبیعی آن افزایش داده شده است.

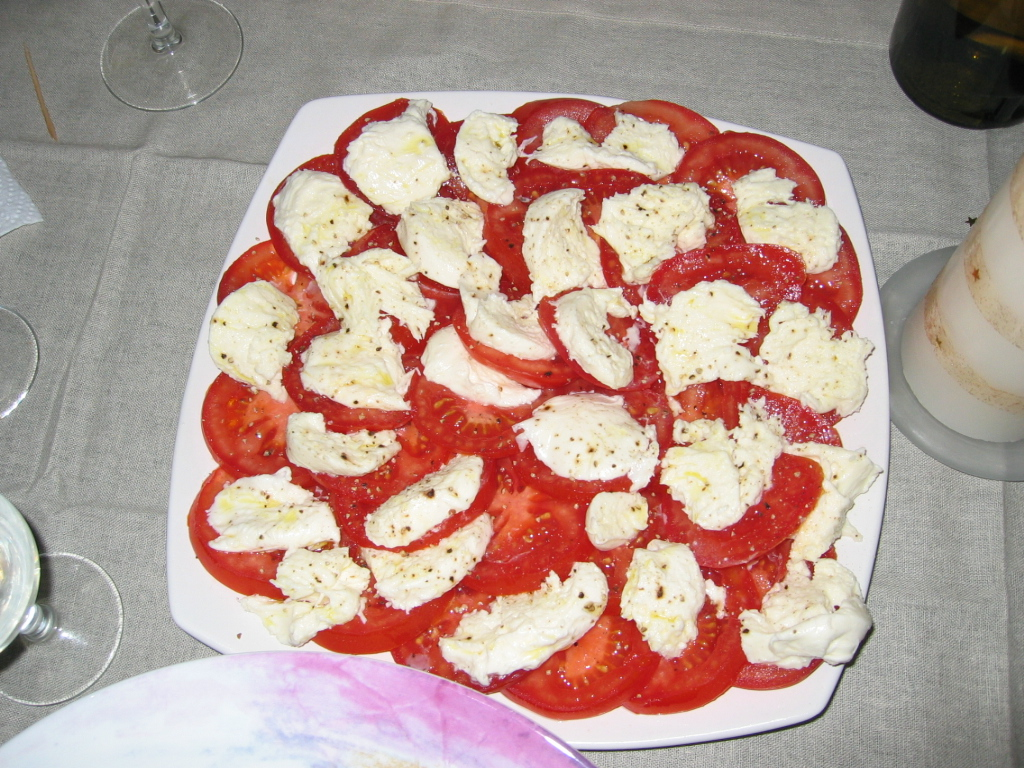
سالاد موتزارلا

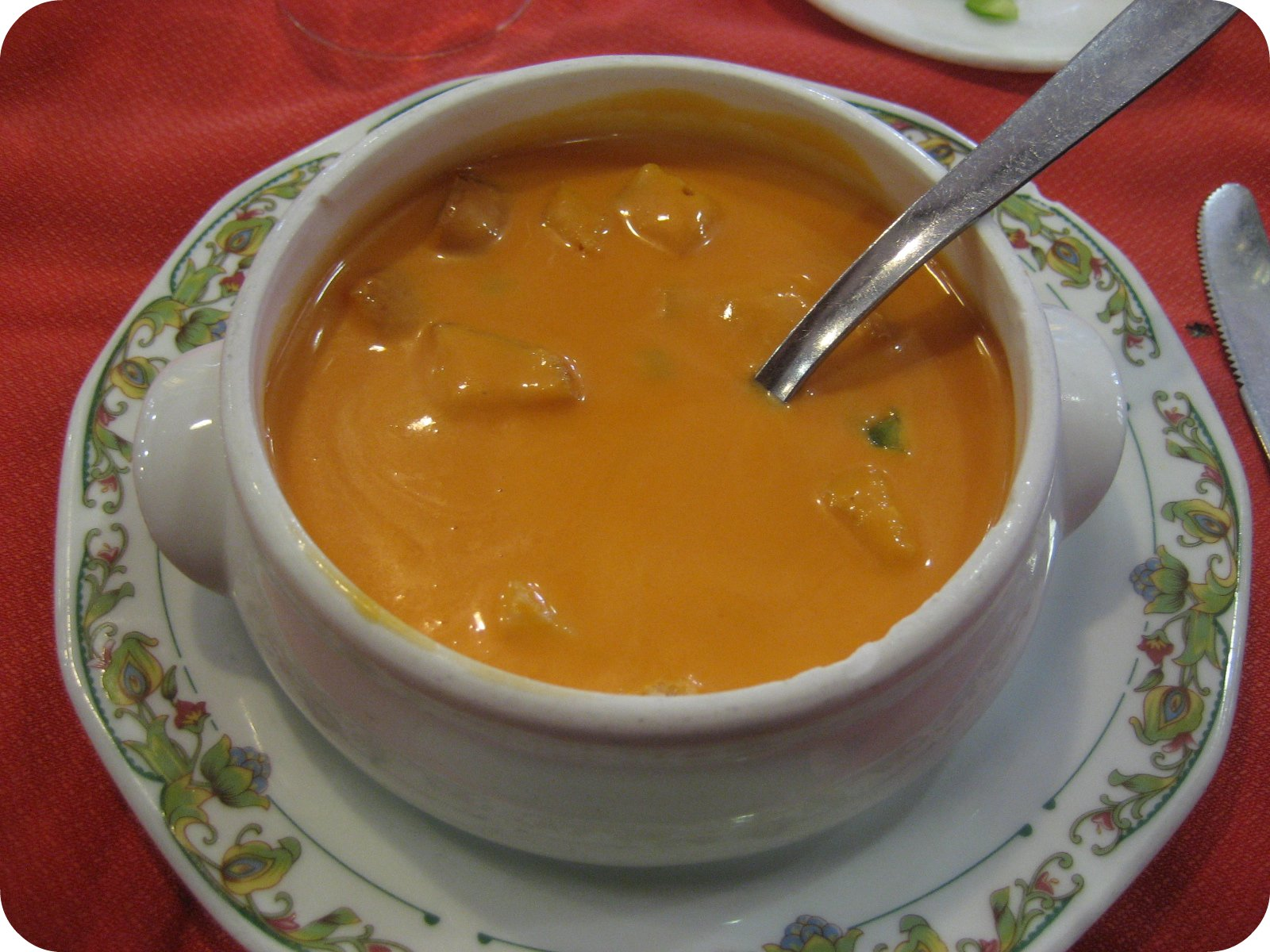
نوعی سوپ محلی در اندلس که با گوجه‌فرنگی تازه تهیه می‌شود.

| بتاکاروتن        | ۴۴۹  |
| آلفاکاروتن       | ۱۰۱  |
| لیکوپن           | ۲۵۷۳ |
| لوتئین/زآکسانتین | ۱۲۳  |
| فیتوئن           | ۱۸۶۰ |
| فیتوفلوئن        | ۸۲۰  |

### خوراکی
گوجه‌فرنگی به‌طور خام یا پخته خورده می‌شود. گوجه‌فرنگی خام را می‌توان با نمک مصرف کرد. ولی آنرا بیشتر در سالاد با موادی دیگر مخلوط و سپس مصرف می‌کنند. گوجه‌فرنگی خام همچنین برای تهیهٔ برخی سوپ‌ها استفاده می‌شود.
پختن گوجه‌فرنگی موجب از بین رفتن بخشی از ویتامین‌های آن می‌شود، ولی در عین حال جذب لیکوپن را افزایش می‌دهد. گوجه‌فرنگی پخته از مواد تشکیل‌دهندهٔ بسیاری از غذاها و سس‌ها است.

#### خواص گوجه‌فرنگی
گوجه‌فرنگی قدرت حافظه را بیشتر نموده و یادگیری را برای فرد بیشتر می‌نماید. گوجه‌فرنگی باعث بهبود خواب شده، گرفتگی عضلات را کاهش داده و باعث بهبود حرکات عضلانی می‌شود.
پژوهشگران در یک بررسی دریافتند که مردانی که زیاد از گوجه‌فرنگی استفاده نموده‌اند به سرطان پروستات مبتلا نشده‌اند. پروستات بعد از سن ۴۵ سالگی در مردان رشد نموده و باعث اختلال در زندگی و خواب می‌شود. توصیه می‌شود مردان روزی یک گوجه‌فرنگی خام مصرف نمایند.
گوجه‌فرنگی سرشار از ویتامین ث و گروه ویتامین ب است مواد معدنی نیز در این سبزی به وفور یافت می‌شود. از این رو اشتها را تحریک و هضم غذا را آسانتر می‌نماید.
گوجه‌فرنگی رسیده و بدون لک بسیار مقوی و سرشار از ویتامین است. با خوردن گوجه‌فرنگی قلب تقویت می‌شود. همچنین برای افرادی که بیماری مفصلی و نقرس دارند گوجه‌فرنگی به عنوان دارو تجویز می‌شود.
گوجه‌فرنگی می‌تواند به حفظ سلامت استخوان‌های نیز کمک کند، چون حاوی ویتامین K و کلسیم است. همچنین آنتی‌اکسیدان لیکوپن هم دارد که تودهٔ استخوانی را افزایش می‌دهد.

#### فراوری گوجه‌فرنگی
امروزه فراوری گوجه‌فرنگی صنعت بزرگی است و آن را به صورت خشک شده، پوست‌کنده، پوره، رِب، انواع سس از جمله سس کچاپ، پودر و آب‌میوه در اختیار مصرف‌کنندگان می‌گذارد. دو عمل اصلی فراوری صنعتی گوجه‌فرنگی تغلیظ کردن و خشک کردن هستند.

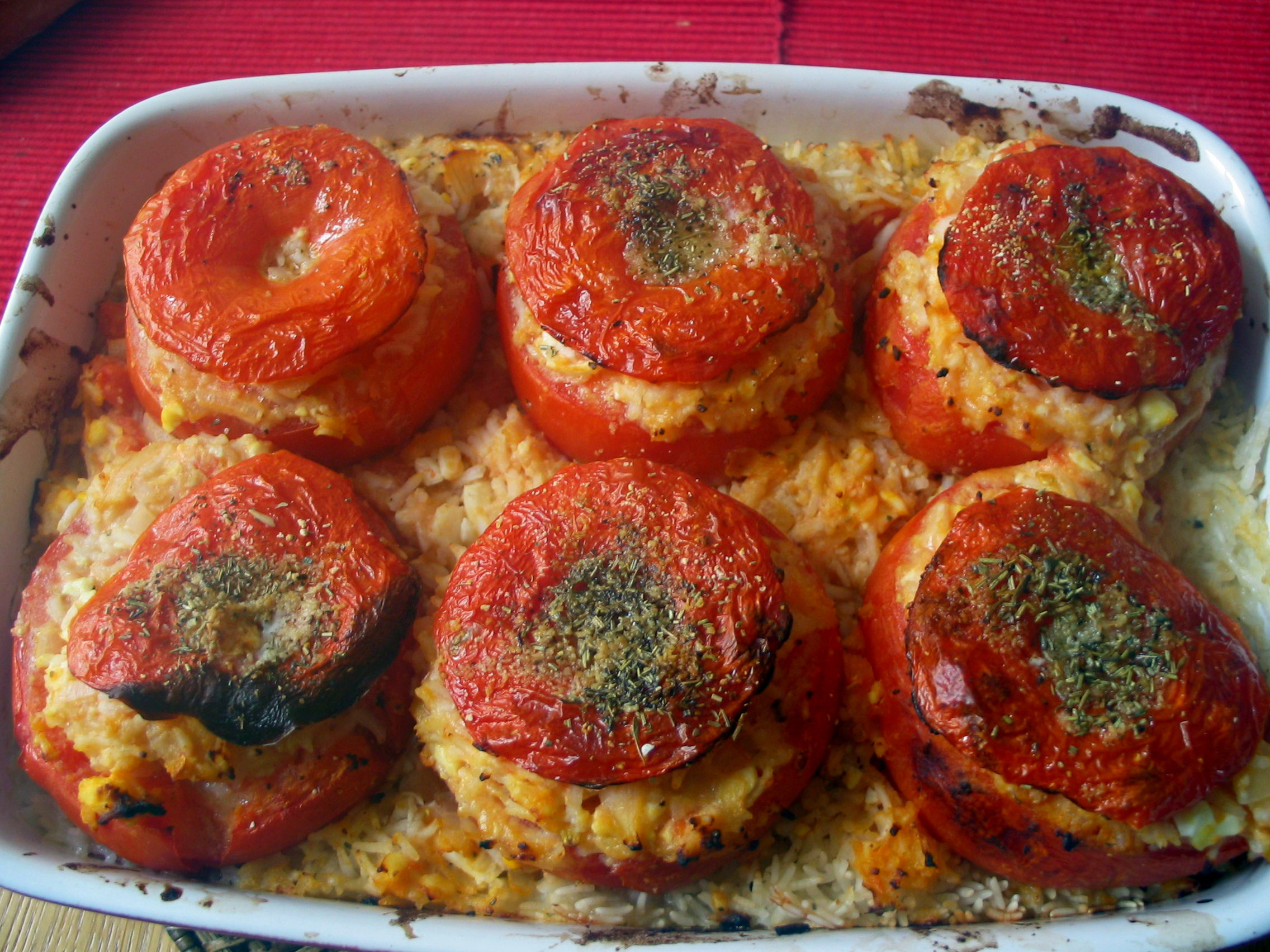
دلمه گوجه‌فرنگی

#### روش نگهداری
گوجه‌فرنگی نرسیده معمولاً در دمای اتاق و در جای تاریک نگهداری می‌شود تا زمانی که برسد. با این شرایط، عمر مفید آن ۳ تا ۴ روز است. پس از رسیدن، گوجه‌فرنگی باید ظرف یک تا دو روز مصرف شود. گوجه‌فرنگی تنها در صورتی در یخچال قرار داده می‌شود که کاملاً رسیده باشد، هرچند این موجب تغییر طعم می‌شود.

#### مسمومیت
برگ‌ها، ساقه و میوهٔ سبز نرسیدهٔ این گیاه دارای میزان کمی ماده سمی توماتین است. مصرف برگ گوجه‌فرنگی در چای در حداقل یک مورد موجب مرگ فرد شده است. ولی به‌طور کلی میزان توماتین گوجه‌فرنگی به آن حد زیاد نیست که برای انسان خطر داشته باشد، و غذاهایی چون گوجه‌فرنگی سبز نرسیدهٔ سرخ‌شده برای سلامتی ضرری ندارند. گوجه‌فرنگی رسیده دارای توماتین نیست.
مصرف گوجه‌فرنگی خام در بعضی از افراد موجب آلرژی می‌شود و می‌تواند به آنافیلاکسی منجر شود. این حساسیت نادر به‌علت ترکیب برخی از پروتئین‌های موجود در گوجه‌فرنگی و ایمونوگلوبین‌های ای است.
گوجه‌فرنگی تازه می‌تواند به باکتری سالمونلا آلوده شود. در اواخر بهار سال ۲۰۰۸ مصرف گوجه‌فرنگی آلوده به این باکتری در ایالات متحدهٔ آمریکا موجب مسمویت ۲۲۸ فرد و بستری شدن ۲۵ نفر در ۲۳ ایالت شد. به این ترتیب گوجه‌فرنگی از بسیاری از زنجیره‌های غذایی و فروشگاه‌ها جمع‌آوری شد. در کانادا گزارشی حاکی از مسمومیت به علت مصرف گوجه‌فرنگی آلوده اعلام نشد. ولی زنجیره‌های غذایی بزرگ چون مک‌دونالد و کی‌اف‌سی از روی احتیاط گوجه‌فرنگی را موقتاً از منوهای خود حذف کردند.

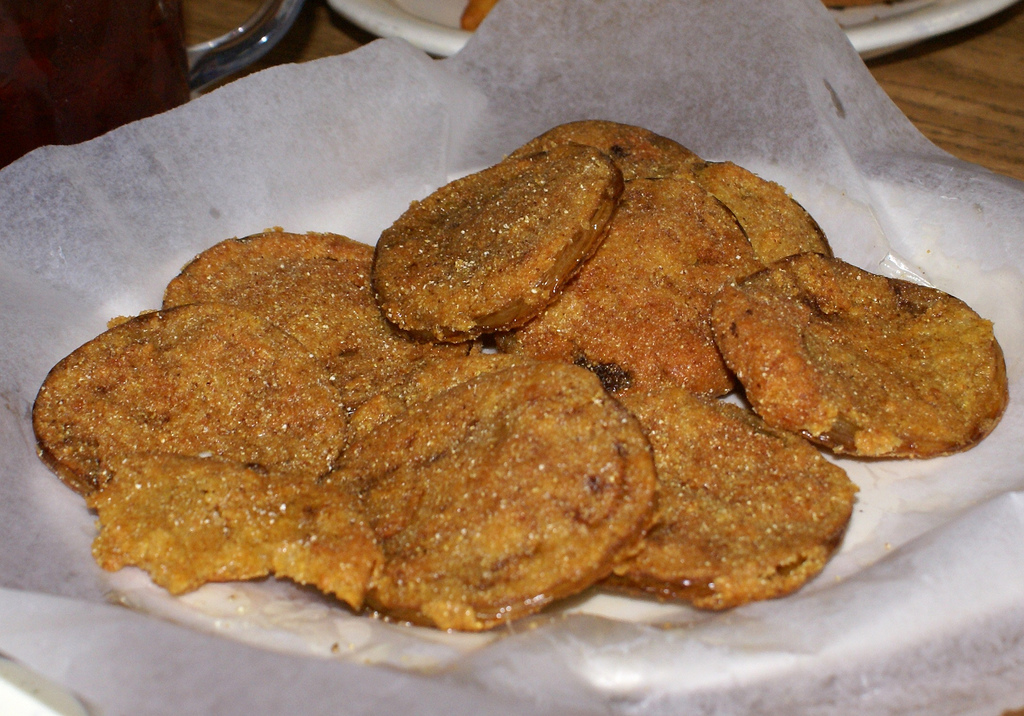
گوجه‌فرنگی سبز سرخ‌شده و سوخاری از غذاهای جانبی در جنوب ایالات متحدهٔ آمریکاست.

محل اتصال ساقه گوجه‌فرنگی و قسمت‌های سبزرنگ گوجه‌فرنگی می‌توانند تا ۱/۲ درصد حاوی سولانین باشد. ۵۰ گرم سولانین می‌تواند موجب سردرد، حالت تهوع و استفراغ شود. برای همین باید از مصرف گوجه‌فرنگی‌های کال دوری کرد و محل اتصال ساقه را همواره با احتیاط جدا کرد.

## میوه یا تره‌بار
از لحاظ گیاه‌شناسی گوجه‌فرنگی میوه محسوب می‌شود. با این حال میزان قند و شیرینی گوجه‌فرنگی نسبت به میوه‌های دیگر کم‌تر است و بیشتر به‌عنوان بخشی از سالاد یا غذایی اصلی، و نه دسر، سِرو می‌شود. به این ترتیب به‌علت مصرف عملی‌ای که در آشپزی دارد تره‌بار خوانده می‌شود. این ابهام مختص گوجه‌فرنگی نیست و تعدادی دیگر از گیاهانی که تره‌بار می‌خوانیم، همچون بادنجان، خیار، کدو و کدو حلوایی میوه هستند.
این ابهام در ایالات متحدهٔ آمریکا در سال ۱۸۸۷ موجب یک مباحثهٔ حقوقی شد. در این سال قوانین تعرفه‌های گمرکی موظف می‌کردند که برای تره‌بار (و نه میوه‌ها) عوارض پرداخت شود. به این ترتیب جایگاه و طبقه‌بندی گوجه‌فرنگی در این کشور اهمیت قانونی یافت. دیوان عالی ایالات متحده آمریکا برای حل این مشکل، در روز ۱۰ مه ۱۸۹۳ بر پایهٔ تعریف عمومی که گوجه‌فرنگی را به‌علت استفادهٔ عملی آن تره‌بار محسوب می‌کرد، اعلام کرد که گوجه‌فرنگی جزء تره‌بار است. با این حال این اظهار تنها به‌منظور به‌عمل درآوردن قوانین تعرفه‌های گمرکی بود و موجب اقدام برای تغییر رده‌بندی گوجه‌فرنگی از لحاظ گیاه‌شناسی نشد.
شورای اتحادیه اروپا در سال ۲۰۰۱ در یک رهنمود اعلام کرد که گوجه‌فرنگی باید میوه محسوب شود.

## رکوردها
سنگین‌ترین گوجه‌فرنگی وزنی برابر ۳٫۵۱ کیلوگرم داشت و در سال ۱۹۸۶ در اکلاهما پرورش داده شد. بزرگ‌ترین گوجه‌فرنگی نیز با عرضی برابر ۱۹٫۸ سانتی‌متر در سال ۲۰۰۰ در انگلستان به ثبت رسید.

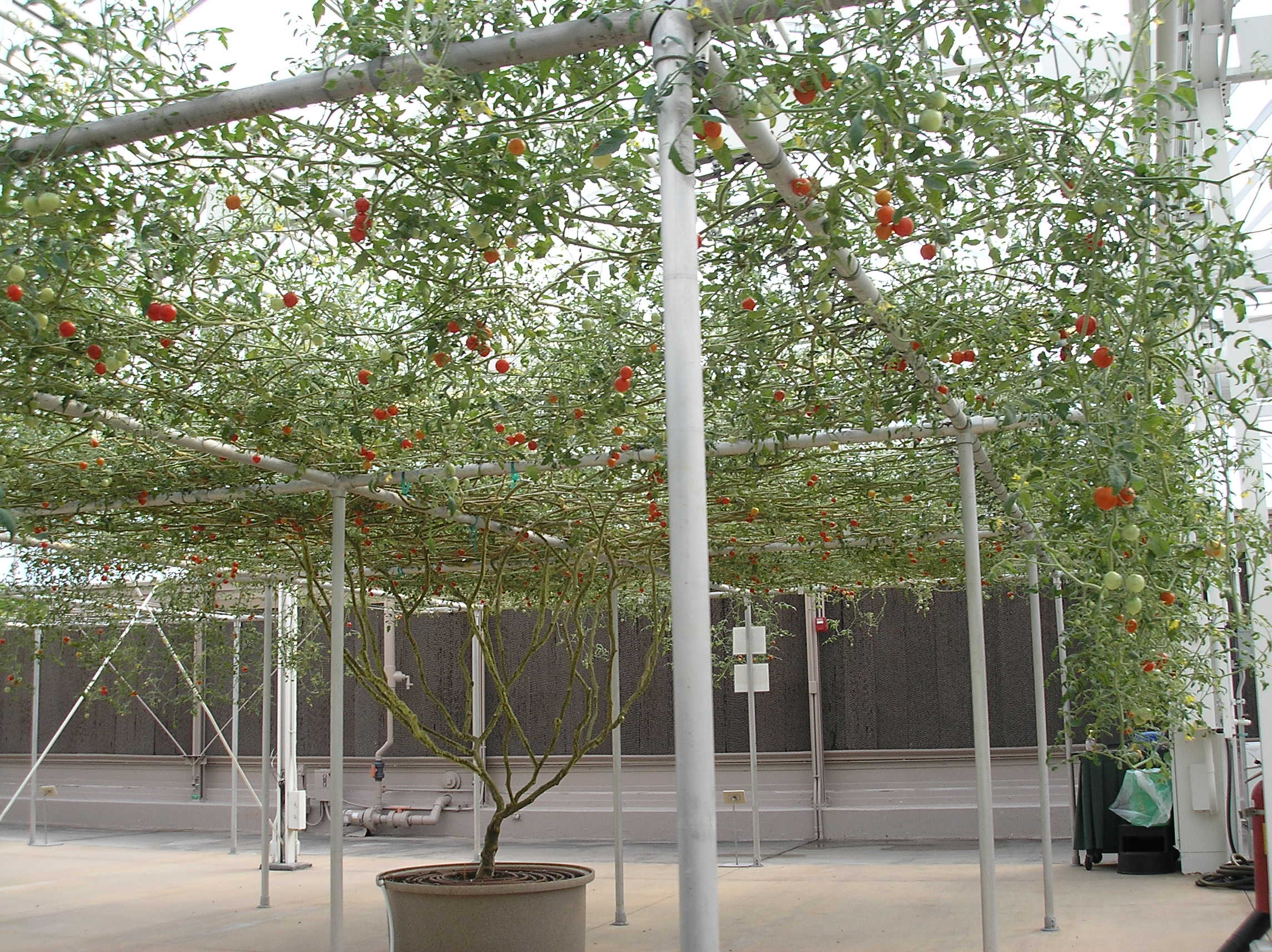
درخت گوجه‌فرنگی در تفرجگاه جهانی والت دیزنی در فلوریدا.

بوتهٔ بزرگ گوجه‌فرنگی موجود در تفرجگاه جهانی والت دیزنی در فلوریدا احتمالاً بزرگ‌ترین گیاه گوجه‌فرنگی در جهان است و با محصول بیش از ۳۲٬۰۰۰ گوجه‌فرنگی برای وزنی کلی برابر ۵۲۲ کیلوگرم رکورددار رکوردهای جهانی گینس است. هر تاک این گیاه به‌طور هم‌زمان هزاران گوجه‌فرنگی می‌دهد که در رستورانهای پارک دیزنی سِرو می‌شوند.